# Norton Crag
Der Norton Crag (englisch für Nortonfels) ist ein 1250 m hohes Felsenkliff im ostantarktischen Viktorialand. Es bildet das nordöstliche Ende des Halfway-Nunataks.
Das Advisory Committee on Antarctic Names benannte das Kliff 1994 nach dem US-amerikanischen Kartografen William L. Norton vom United States Geological Survey, Mitglied der Mannschaft zur Satellitengeodäsie auf der Amundsen-Scott-Südpolstation im antarktischen Winter 1991.